# Liolaemus silvai
Liolaemus silvai — вид ігуаноподібних ящірок родини Liolaemidae. Ендемік Чилі.

## Поширення і екологія
Liolaemus silvai мешкають на заході провінції Уаско в регіоні Атакама. Вони живуть в заростях чилійського маторралю, що ростуть на піщаних ґрунтах, на висоті від 140 до 150 м над рівнем моря. Живляться безхребетними, відкладають яйця.

## Збереження
МСОП класифікує стан збереження цього виду як близький до загрозливого. Liolaemus silvai загрожує знищення природного середовища.